# Championnat d'Égypte de football 1999-2000
Navigation
Saison précédente Saison suivante
La saison 1999-2000 du Championnat d'Égypte de football est la 43e édition du championnat de première division égyptien. Quatorze clubs égyptiens prennent part au championnat organisé par la fédération. Les équipes sont regroupées au sein d'une poule unique où elles rencontrent leurs adversaires deux fois, à domicile et à l'extérieur. À l'issue du championnat, les trois derniers du classement sont relégués et remplacés par les trois meilleures équipes de D2.
C'est le club d'Al Ahly SC, sextuple tenant du titre, qui remporte à nouveau la compétition, après avoir terminé en tête du classement final, avec six points d'avance sur l'Ismaily SC et huit sur le Zamalek SC. C'est le 29e titre de champion d'Égypte de l'histoire du club.
Pour une raison indéterminée, l'Assouan SC ne prend pas part au championnat cette saison. Le club est remplacé par le Ghazl El Suez, repêché de deuxième division.

## Les clubs participants
| - Al Ahly SC - Zamalek SC - Ittihad Alexandrie - Ismaily SC - Al Koroum - El Fayoum FC - Promu de D2 - Ghazl El Suez - Promu de D2 | - Al-Moqaouloun - Al Mansourah Sporting Club - Al-Qanat - Sharkia Sporting Club - Al-Masry Club - Aluminium Nag Hammadi - Promu de D2 - Dina Farms |

## Compétition

### Classement
Le classement est établi sur le barème de points classique (victoire à 3 points, match nul à 1, défaite à 0).
| Rang | Équipe                     | Pts | J  | G  | N  | P  | Bp | Bc | Diff |
| ---- | -------------------------- | --- | -- | -- | -- | -- | -- | -- | ---- |
| 1    | Al Ahly SC T               | 60  | 26 | 18 | 6  | 2  | 41 | 14 | +27  |
| 2    | Ismaily SC C               | 54  | 26 | 17 | 3  | 6  | 53 | 22 | +31  |
| 3    | Zamalek SC C2              | 52  | 26 | 14 | 10 | 2  | 48 | 23 | +25  |
| 4    | Al Mansourah Sporting Club | 38  | 26 | 11 | 5  | 10 | 33 | 30 | +3   |
| 5    | Al-Moqaouloun              | 36  | 26 | 9  | 9  | 8  | 25 | 22 | +3   |
| 6    | Dina Farms                 | 35  | 26 | 8  | 11 | 7  | 27 | 28 | -1   |
| 7    | Al-Masry Club              | 33  | 26 | 8  | 9  | 9  | 25 | 25 | 0    |
| 8    | El Fayoum FC P             | 33  | 26 | 8  | 9  | 9  | 28 | 31 | -3   |
| 9    | Al-Qanat                   | 33  | 26 | 8  | 9  | 9  | 22 | 25 | -3   |
| 10   | Ittihad Alexandrie         | 31  | 26 | 7  | 10 | 9  | 19 | 27 | -8   |
| 11   | Al Koroum                  | 29  | 26 | 7  | 8  | 11 | 28 | 28 | 0    |
| 12   | Ghazl El Suez P            | 27  | 26 | 6  | 9  | 11 | 14 | 35 | -21  |
| 13   | Aluminium Nag Hammadi      | 16  | 26 | 4  | 4  | 18 | 18 | 39 | -21  |
| 14   | Sharkia Sporting Club      | 15  | 26 | 3  | 6  | 17 | 22 | 54 | -32  |

| Légende : Qualifications et relégations | Légende : Qualifications et relégations                                                                           |
| --------------------------------------- | --- |
|                                         | Qualification pour la Ligue des champions 2001                                                                    |
|                                         | Qualification pour la Coupe des Coupes 2001                                                                       |
|                                         | Relégation directe en deuxième division                                                                           |
|                                         | T : Tenant du titre C : Vainqueur de la Coupe d'Égypte P : Promu de D2 C2 : Vainqueur de la Coupe des Coupes 2000 |

## Bilan de la saison
| Championnat d'Égypte de football 1999-2000 |                              |
| Champion                                   | Al Ahly SC (29e titre)       |
| Coupes et trophées                         |                              |
| Vainqueur de la Coupe d'Égypte 1999-2000   | Ismaily SC                   |
| Vainqueur de la Coupe de la Ligue          | Al-Qanat                     |
| Qualifications continentales               |                              |
| Ligue des champions 2001                   | Al Ahly SC                   |
| Coupe des Coupes 2001                      | Zamalek SC (tenant du titre) |
| Coupe des Coupes 2001                      | Ismaily SC                   |
| Coupe de la CAF 2001                       | Aucun                        |
| Promotions et relégations                  |                              |
| Promus en Egyptian Premier League          | Sohag Railways               |
| Promus en Egyptian Premier League          | Tersana SC                   |
| Promus en Egyptian Premier League          | Ghazl El Mahallah            |
| Relégués en Egyptian Second League         | Ghazl El Suez                |
| Relégués en Egyptian Second League         | Aluminium Nag Hammadi        |
| Relégués en Egyptian Second League         | Sharkia Sporting Club        |